# Lotte Eisner
Lotte Henriette Regina Eisner (geboren am 5. März 1896 in Berlin; gestorben am 25. November 1983 in Garches bei Paris) war eine deutsch-französische Filmarchivarin, Filmhistorikerin und Filmkritikerin.

## Leben und Wirken

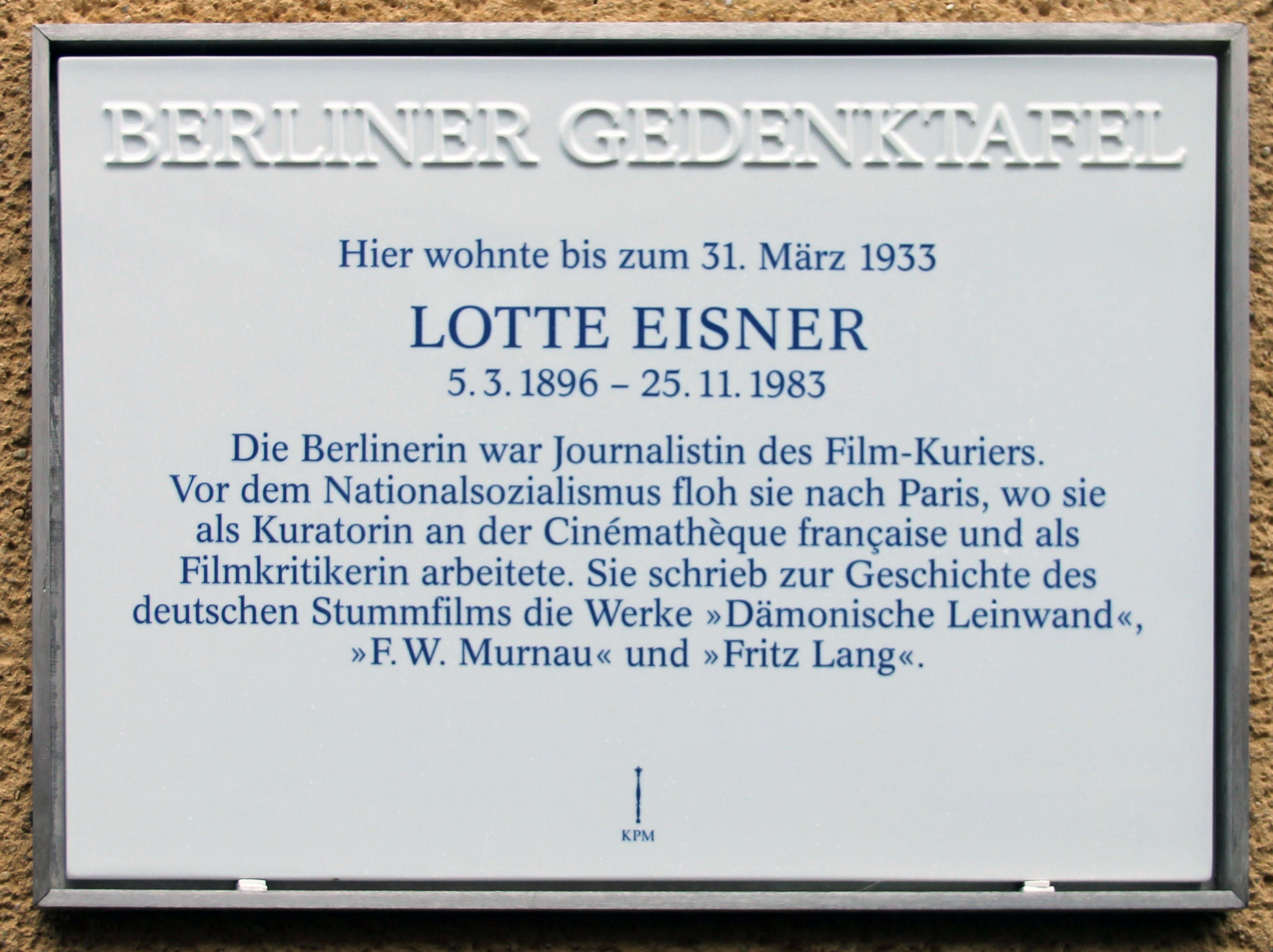
Berliner Gedenktafel am Haus, Marbacher Straße 18, in Berlin-Wilmersdorf

Lotte H. Eisner war älteste Tochter von Margarete Eisner (geborene Aron) und eines jüdischen Berliner Kaufmanns. Sie studierte Kunstgeschichte, Alte Geschichte und Archäologie in Berlin, Freiburg, München und Rostock. Dort erhielt sie am 26. Juli 1924 für ihre Arbeit Die Entwicklung der Komposition auf griechischen Vasenbildern den Doktorgrad. Obwohl sie eigentlich Archäologin werden wollte, schrieb sie auf Anregung des Redakteurs Hans Feld ab 1927 Kritiken und Reportagen für den Film-Kurier, die damals renommierteste deutsche Filmzeitschrift. Sie war damit eine der ersten Filmkritikerinnen.
1933 emigrierte sie nach Frankreich. In Paris schrieb sie für die in Prag von Hans Feld herausgegebene deutschsprachige Monatszeitschrift Die Kritik und die antifaschistische Internationale Filmschau. Gemeinsam mit Henri Langlois und Georges Franju, die eine Cinémathèque Française gründen wollten, sammelte sie Dokumente zur Geschichte des Films. Nachdem die deutschen Truppen im Jahr 1940 Frankreich besetzt hatten, musste sie sich verstecken. Sie wurde aufgespürt und drei Monate im Konzentrationslager Gurs in Südfrankreich interniert, bevor sie von dort fliehen konnte.
Neben Siegfried Kracauers Werk wurden die Schriften Lotte Eisners zu einem wichtigen Anknüpfungspunkt für einen Neubeginn anspruchsvoller Filmkritik in den 50er Jahren, der zur Gründung der Zeitschrift Filmkritik führte. Eisner hielt auch persönlich Kontakt zu den jüngeren Filmkritikern und reiste zu den Filmclubtreffen in der französischen Besatzungszone und nach Münster, wo es das erste ständige Filmseminar an einer deutschen Universität gab. Dabei brachte sie Filmkopien mit.
Von 1945 bis 1975 war sie Chefkonservatorin der Cinémathèque française. Hier machte sie sich besonders um den Aufbau des Filmmuseums verdient, für das sie in der ganzen Welt Kostüme, Fotos, Drehbücher, Ausstattungsgegenstände, Kameras und vieles mehr zusammentrug. Das Museum wurde im Juni 1972 im Palais de Chaillot in Paris eröffnet.
Eisner setzte sich seit den 60er Jahren sehr für die Regisseure des neuen deutschen Films ein und wurde von diesen als eine Art geistige Mutter verehrt.
Werner Herzog (1984): „Die Eisnerin, wer war das für den neuen deutschen Film? Wir sind eine Generation von Waisen, es gibt keine Väter, allenfalls Großväter, auf die wir uns beziehen konnten, also Murnau, Lang, Pabst, die Generation der 20er Jahre. Es ist ja seltsam, dass die Kontinuität im deutschen Film durch die Barbarei der Nazi-Zeit und die darauf folgende Katastrophe des Zweiten Weltkriegs derart radikal abriss. Der Faden war zuende, eigentlich vorher schon. Der Weg führte ins Nichts. Da klaffte eine Lücke von einem ganzen Vierteljahrhundert. In der Literatur und in anderen Bereichen war das keineswegs so dramatisch spürbar. Deshalb hat uns Lotte Eisners Anteilnahme an unserem Schicksal, also an dem der Jungen, eine Brücke in einen geschichtlichen, einen kulturgeschichtlichen Zusammenhang geschlagen.“ (Aus Lotte Eisner: Ich hatte einst ein schönes Vaterland. Memoiren. Wunderhorn, Heidelberg 1984, Vorwort von Werner Herzog)
Daneben schrieb sie gelegentlich Artikel in Filmzeitschriften wie den Cahiers du cinéma und La Revue du Cinéma. Eisner starb am 25. November 1983 in Garches bei Paris. Ihre Privatbibliothek befindet sich heute im Deutschen Filminstitut Frankfurt a. M.

## Werke
Bekannt wurde Lotte H. Eisner vor allem durch ihr Buch Die Dämonische Leinwand, über den expressionistischen deutschen Stummfilm, insbesondere Max Reinhardt. Das Buch erschien 1952 in einer gekürzten Fassung zuerst auf Französisch, 1955 dann auf Deutsch.
Zusammen mit Heinz Friedrich gab Lotte Eisner 1958 das Fischer-Lexikon Film Rundfunk Fernsehen (Bd. 9) heraus und schrieb selbst dafür die Beiträge „Filmdialog und Zwischentitel“, „Filmkamera“, „Filmmontage“, „Filmschauspieler“, „Musik im Film“ sowie „Stile und Gattungen des Films“.
Ihre 1964 auf Französisch veröffentlichte Monographie über Friedrich Wilhelm Murnau brauchte 15 Jahre bis zu einer vollständigen deutschen Ausgabe (die Ausgabe von 1967 im Velber Verlag ist stark gekürzt).
Ihr Buch über Fritz Lang erschien zuerst 1976 in einer gekürzten englischen Übersetzung und 1984 in einer französischen Ausgabe. Die deutschsprachige Fassung wurde erst 2012 veröffentlicht, obwohl die Originalversion auf Deutsch verfasst wurde (Eisenschitz, in: Eisner 1988: 7).
Postum erschien 1984 im Verlag Das Wunderhorn, Heidelberg, ihre mit Hilfe von Martje Grohmann geschriebene Autobiographie unter dem bei Heinrich Heine entlehnten Titel Ich hatte einst ein schönes Vaterland (mit einem Vorwort von Werner Herzog).

## Auszeichnungen und Ehrungen
- 1965: Prix Armand Tallier, für das beste Filmbuch.[8][9]
- 1974: Filmband in Gold, für langjähriges und hervorragendes Wirken im deutschen Film
- 1975: Werner Herzog würdigte Lotte Eisner durch eine Widmung im Vorspann zu seinem Film Jeder für sich und Gott gegen alle.
- 1982: Helmut-Käutner-Preis
- 1983: Verleihung der Ehrenlegion durch den französischen Kultusminister Jack Lang.
- 1984: Wim Wenders würdigte Lotte Eisner durch die Widmung seines bei den Internationalen Filmfestspielen von Cannes mit der Goldenen Palme prämierten Films Paris, Texas
- 2021: Berliner Gedenktafel an ihrem ehemaligen Wohnort, Berlin-Wilmersdorf, Marbacher Straße 18.

## Schriften
- L’Écran démoniaque. Bonno, Paris 1952.
  - deutsch: Dämonische Leinwand. Die Blütezeit des deutschen Films. Der neue Film, Wiesbaden 1955.
- Film, Rundfunk, Fernsehen. Fischer Bücherei, Frankfurt am Main 1958.
- Murnau – der Klassiker des deutschen Films. Friedrich-Verlag, Velber/Hannover 1967.
- Fritz Lang. [London 1976] Übersetzung von Bernard Eisenschitz. Flammarion, Paris 1988.
- Ich hatte einst ein schönes Vaterland: Memoiren. (Geschrieben von Martje Grohmann, mit einem Vorwort von Werner Herzog). 2. Auflage. Verlag Das Wunderhorn, Heidelberg 1984.

## Filmdokumentationen
- Sohrab Shahid Saless: Die langen Ferien der Lotte H. Eisner, 1979, in dem Eisner ausführlich über ihr Leben berichtet.
- Timon Koulmasis: Ein Leben für den Film – Lotte Eisner, 55 Min., Deutschland, 2020, Ilona Grundmann Filmproduction, Acqua Alta Production.[10]